# Hassan, Príncipe Herdeiro de Marrocos
Moulay Hassan (em árabe: مولاي الحسن; em francês: Moulay el-Hassan ou el-Hassan ben Mohammed; Rabat, 08 de maio de 2003), é o príncipe e herdeiro aparente de Marrocos. Tradicionalmente ele também detém o título de mulei. É o filho mais velho do rei Maomé VI e de sua ex-esposa Lalla Salma; tem uma irmã mais nova: a princesa Lalla Khadija.

## Nascimento
Hassan nasceu em 8 de Novembro de 2003 no Palácio Dar-al-Makhzen Rabat, localizado na cidade de Rabat (capital de Marrocos), sendo o acontecimento festejado com uma salva de 101 tiros de canhão. O evento também foi celebrado por grupos musicais e de cavaleiros em vestimentas tradicionais que galoparam até o palácio para as comemorações (foto).[carece de fontes?] Foi nomeado em homenagem a seu avô paterno, o rei Hassan II.
Em julho de 2020, formou-se em Ciências Econômicas e Sociais, Estudos Internacionais.

## Preparação para assumir o trono marroquino
Desde novo, acompanha constantemente o seu pai em diversas atividades da Dinastia alauita, como preparação para ascender ao trono, ainda mais depois de seu pai precisar passar por uma cirurgia em 2018 e apresentar outros problemas de saúde constantemente desde então.

## Deveres reais
Em 2014, aconteceu a sua primeira atividade internacional oficial foi uma viagem à Tunísia.
Em 2017, ele também participou do evento One Planet Sumit na França.
Em meados de fevereiro de 2019, ele participou da recepção ao rei Filipe VI de Espanha e sua esposa a rainha-consorte Letícia da Espanha quando o casal visitou o Marrocos; dias depois, Hassan foi o responsável por recepcionar o príncipe Harry do Reino Unido, Duque de Sussex e a sua esposa Meghan, Duquesa de Sussex em sua visita ao país.
Meses depois, em setembro de 2019, ele viajou para a França para representar o Marrocos ex-presidente Jacques Chirac.
Nota: saiba mais sobre as atividades do Príncipe Al Hassan aqui.

## Vida pessoal
Pouco se sabe oficialmente sobre a vida pessoal do Príncipe, dado o costume das casas reais e países muçulmanos de manter a sua vida pessoal sem exposição, mas no final de 2020, o jornal "Le Nouvel Afrik" reportou que ele estaria incentivando uma possível reconciliação de seus pais, uma vez que gostaria que a sua mãe (a princesa Lalla Salma, Princesa Consorte de Marrocos) passasse a ter novamente uma vida pública como parte da realeza do país.
Segundo veículos de imprensa como a Vanitatis, Hassan mantém uma ótima relação com a mãe e ela deve passar a ter um papel relevante após ele assumir o trono marroquino.

## Títulos
- 8 de maio de 2003 - presente: Sua Alteza Real o Príncipe Herdeiro Moulay El Hassan do Marrocos[4]